# Bacurau-de-asa-fina
Noitibó-d'asa-fina ou bacurau-de-asa-fina (Chordeiles acutipennis) é uma espécie de bacurau que habita do estado da Califórnia à Bolívia e Argentina, bem como grande parte do Brasil. Tais aves chegam a medir até 21,5 cm de comprimento, possuindo coloração escura, garganta branca, asa longa e estreita com uma faixa branca.

## Hábitos
O bacurau-de-asa-fina é um pássaro mais ativo durante o início e o final do dia, mas também pode caçar insetos a tarde. Ele fica em áreas abertas com arbustos, e, durante o dia, ele dorme em troncos e galhos.

## Reprodução
O bacurau-de-asa-fina nidifica em cima de rochas achatadas, pondo dois ovos com uma cor rosa-amarelado e pintas cinzas. Se ele se sentir perturbado, ele muda de lugar o ninho e leva os ovos para lá. Também pode transportar os filhotes em voo, se necessário, comportamento rarefeito entre as aves.

## Subespécies
São reconhecidas sete subespécies:
- Chordeiles acutipennis acutipennis (Hermann, 1783) - ocorre da região tropical Norte da América do Sul até o Norte da Bolívia, Paraguai e Brasil;
- Chordeiles acutipennis texensis (Lawrence, 1857) - ocorre do Sudoeste dos Estados Unidos da América até a região central do México; no inverno pode ser encontrado até o Norte da Colômbia;
- Chordeiles acutipennis micromeris (Oberholser, 1914) - ocorre no Norte da Península de Yucatán; na Ilha Mujeres e em Belize; no inverno pode ser encontrado até o Panamá;
- Chordeiles acutipennis littoralis (Brodkorb, 1940) - ocorre do Sul do México até a Costa Rica;
- Chordeiles acutipennis crissalis (A. H. Miller, 1959) - ocorre no Sudoeste da Colômbia;
- Chordeiles acutipennis aequatorialis (Chapman, 1923) - ocorre no Oeste da Colômbia, Oeste do Equador e na região adjacente do Noroeste do Peru;
- Chordeiles acutipennis exilis (Lesson, 1839) - ocorre do Oeste do Peru até o extremo Norte do Chile.